# Зайцевка (Воронежская область)
Зайцевка — село в Кантемировском районе Воронежской области России. Находится в 14 км от райцентра.
Административный центр Зайцевского сельского поселения.

## География

### Улицы
- ул. Вербная,
- ул. Центральная.

## История
Хутор Заячный (Зайцев) возник на речке Фёдоровке в 1774 году, состоял из 39 дворов. В начале 19 века Зайцевка стала слободой. В 1829 году – 90 дворов, 867 человек, в 1859 году – 182 двора, 1380 человек, 2 ярмарки. Село Зайцевка названо по имени первопоселенца Ивана Зайцева. А небольшая речушка Фёдоровка, что делит село на две части, напоминает о том, что именно здесь на берегу, Иван Зайцев познакомился со своей женой Федорой. В селе много лесов, прудов. В прудах много рыбы. Водится щука, карась, окунь, карп, линь и др.
-------------------------------------------
(Информация из книги "Край Кантемировский", Л. А. Головина, А. М. Аббасов, 1995)
Село основано в 1760-е годы переселенцами из Кантемировки. В документах за 1774 год село упоминается впервые. Тогда здесь было 39 дворов. Свое название село получило от первопоселенца Ивана Заяц, родившегося в 1720 году. В 1812 году на битву с французами отсюда взято 11 рекрутов.
В августе 1821 года жители села просили русского царя отпустить их на жительство в Астраханскую губернию. Но им было отказано. Успенская каменная церковь построена в 1812 году. В селе ежегодно проводилось по две ярмарки. В 1896 году земством построена народная школа, где обучалось 26 учеников.
В начале прошлого столетия в Зайцевке проживала молодая девушка Ефросинья Емельяновна Шимко, дочь известного коновода. На ней женился Егор Михайлович Чехов, житель слободы Ольховатки. Их сын Павел Чехов стал отцом писателя А. П. Чехова.
В 1900 году в Зайцевке было 268 дворов и около 2 тысяч жителей, имелись приходская и земская школы, магазин и несколько лавок.
Советская власть в селе установлена в марте 1918 года. Оккупация села кайзеровскими войсками принесла хозяйству села ущерб в 3 млн. руб. В 1922 году Зайцевская волость слилась с Кантемировской и вошла в состав Богучарского уезда.
В 1926 году в селе было 413 дворов и 2441 житель, имелась школа I ступени и школа II ступени с несколькими учителями, фельдшерский пункт. Была установлена телефонная связь с Кантемировкой и Богучаром. В годы коллективизации создан колхоз.
В годы войны на битву с фашистами ушло несколько сот мужчин, с полей сражений не вернулось 200 человек.
На 1995 год в Зайцевке имеется 214 дворов, проживает 584 человека. На территории села расположена центральная усадьба колхоза «Зайцевский». Здесь работал уроженец села Новопавловки Герой Социалистического Труда Иван Иванович Борзенко (1927 года рождения). 
-------------------------------------------------
В Зайцевке имеется школа, церковь, памятник воину-освободителю, магазин.
В ходе строительства железной дороги в обход Украины активно возводилась железнодорожная станция Зайцевка. В августе 2015 года на месте её строительства был открыт памятный камень.
20 сентября 2015 года в отреставрированном храме села впервые за 80 лет прошло праздничное богослужение. Оно стало подарком ко Дню села местным жителям. Каменная церковь стоит на самом высоком месте села с 1812 года.
7 августа 2017 года двухэтажное здание вокзала станции Зайцевка было открыто вместе с торжественным запуском новой ж/д ветки в обход Украины "Журавка - Миллерово".